# Selecció de futbol de Gibraltar
La Selecció de futbol de Gibraltar representa Gibraltar en les competicions de futbol i és organitzada per l'Associació de Futbol de Gibraltar. És el 54è membre de la UEFA i, per tant, participa en les competicions, com l'Eurocopa, que són organitzades per la UEFA. L'octubre de 2012 el comitè executiu de la UEFA la va admetre com a membre provisional, i el 24 de maig del 2013 va passar a ser-ne membre de ple dret. Amb una població de 30.000 habitants, Gibraltar és el membre de la UEFA amb menys habitants.
Tot i no ser una illa, Gibraltar va començar a participar en els Jocs Insulars l'any 1993, convertint-se en participant habitual d'aquest torneig, on es va proclamar campió de la competició futbolística en l'edició de 2007.

## Història
La història de la selecció de futbol de Gibraltar es remunta a abril del 1923, quan varen viatjar a Espanya per jugar contra el Sevilla FC,es varen jugar dos partits i la selecció gibraltarenya els va perdre tots dos.
La seva primera participació oficial fou en els Jocs Insulars. Gibraltar va perdre tots els seus partits, marcant només un gol i acabant en últim lloc.
Van tenir molt més èxit en els Jocs Insulars del 1995, en què n'eren la seu. Tot i perdre el seu primer partit contra Groenlàndia, Gibraltar es va recuperar per marcar el seu primer triomf en contra de l'Illa de Man, després una altra victòria més contra Anglesey va veure com Gibraltar finalitzava segon en el grup, per davant d'Anglesey només per diferència de gols, i es qualificà per a les semifinals. Allà, varen guanyar Jersey 1-0, abans de perdre la final amb l'Illa de Wight pel mateix marcador.
En l'edició de 1997, dues victòries i dues derrotes a la fase de grups, seguits per una derrota amb les Shetland, en un desempat, va veure Gibraltar acabar en sisena posició sobre nou equips. El 1999 va haver-hi un altre mal resultat el 1999 on va acabar 11è.
Resultats va millorar lleugerament el 2001, quan van acabar 5è, i el 2003, Gibraltar va tenir la seva major victòria mai, derrotant Sark 19-0. Altres bons resultats en contra de Groenlàndia i les Illes Orcades va veure acabar 6 dels 12. Malgrat aquests èxits no menors, Gibraltar ni tan sols entrar al torneig el 2005.
El 2007, Gibraltar, va guanyar els Jocs Insulars per primera vegada, superant a Rodes per 4-0.

### Membre de ple dret de la UEFA
L'adhesió de Gibraltar per part de la UEFA va ser rebutjat per la Junta de la UEFA el 2007, malgrat que per una resolució del Tribunal d'Arbitratge de l'Esport es va exhortar a l'organisme europeu a fer tot el possible per a la seva admissió. L'1 d'octubre del 2012, el comitè executiu de la UEFA, reunit a Sant Petersburg, va acceptar a Gibraltar com a membre provisional.
El 24 de maig del 2013, la UEFA ha admès com a membre de ple dret la Federació de Gibraltar de futbol i, per tant, la seva federació es convertirà en el 54è membre de ple dret. La selecció de futbol de Gibraltar va participar en la fase classificatòria per la Eurocopa de França 2016.

#### Fase classificatòria de l'Eurocopa de 2016
El 7 de setembre de 2014, Gibraltar va disputar el seu primer partit d'una competició oficial, concretament el corresponent a la primera jornada de la fase de classificació de l'Eurocopa de 2016, en un partit que els va enfrontar amb Polònia. Tot i presentar-se al partit amb optimisme i excitació, l'equip gibraltarenc va ser apallissat i, encara que a la mitja part el resultat era només d'1-0, al final del temps reglamentari el marcador mostrava un contundent 7-0 favorable als polonesos. L'11 d'octubre d'aquell mateix any tornarien a perdre per 7-0, aquest cop contra Irlanda, en el que era el seu segon partit de classificació. El tercer partit també el perderen, aquest cop per 3-0 contra la selecció georgiana.
El 29 de març de 2015 Gibraltar va aconseguir el seu primer gol en un partit competitiu. Lee Casciaro va aconseguir anotar un gol contra Escòcia a Hampden Park, Glasgow, en el transcurs de la primera part del partit que enfrontava les dues seleccions europees. Tot i que el partit es trobava amb un sorprenent 1-1 a la mitja part, finalment l'equip escocès va imposar-se per 6-1. El juliol de 2015, l'entrenador anglès Jeff Wood va ser nomenat com a nou seleccionador, en substitució de Dave Wilson, que al seu torn havia substituït Allen Bula, el març d'aquell any. Gibraltar no va aconseguir tornar a anotar en els dos partits següents: va perdre contra Alemanya per 7–0 i contra Irlanda per 4–0. No obstant, el 7 de setembre Gibraltar va aconseguir anotar el seu segon gol en competició quan Jake Gosling va marcar el gol de consolació en la derrota del seu equip contra Polònia per 8-1. Gibraltar va acabar la fase de classificació com a última classificada del seu grup amb 0 punts. Amb la derrota per 0–6 contra Escòcia de l'última jornada, l'equip ibèric va acabar la fase amb un total de 56 gols en contra, superant el rècord de gols encaixats, que fins aleshores corresponia a la selecció de San Marino, que havia encaixat 53 gols en 10 partits.